# Charles Vane-Tempest-Stewart, 7. markýz z Londonderry
Charles Stewart Henry Stewart-Vane-Tempest, 7. markýz z Londonderry (Charles Stewart Henry Stewart-Vane-Tempest, 7th Marquess of Londonderry, 7th Earl of Londonderry, 5th Earl Vane, 7th Viscount Castlereagh, 5th Viscount Seaham, 7th Baron Londonderry) (13. května 1878, Londýn, Anglie – 10. února 1949, Mount Stewart, Irsko) byl britský státník. Původně sloužil v armádě, po irské občanské válce se uplatnil ve správě Severního Irska, později byl členem britských vlád, mimo jiné jako ministr letectva (1931–1935), politicky náležel ke konzervativcům. Před druhou světovou válkou se zdiskreditoval svým vztahem k nacistickému Německu. Do smrti nicméně zastával řadu čestných funkcí, jako vlastník pozemků, honosných sídel a uhelných dolů v Irsku a severovýchodní Anglii patřil k nejbohatším aristokratům Spojeného království. Byl bratrancem Winstona Churchilla, s nímž vedl bohatou korespondenci, často citovanou v Churchillových životopisech.

## Kariéra

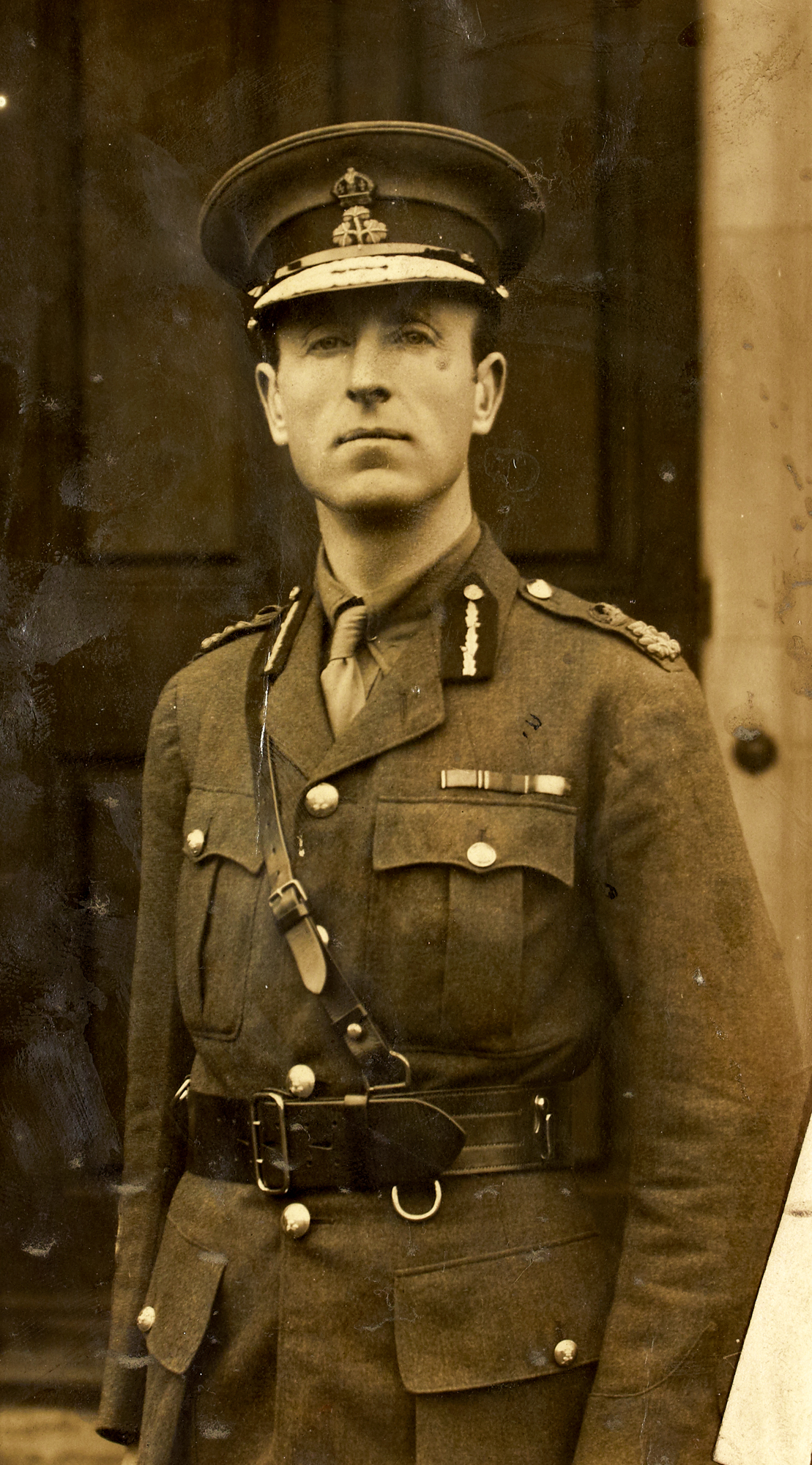
7. markýz z Londonderry (1921)

Pocházel ze šlechtického rodu Stewartů, který v 19. století na základě dědictví přijal jméno Vane-Tempest, v roce 1885 se rodina znovu vrátila i k příjmení Stewart (respektive Vane-Tempest-Stewart. Byl synem irského místokrále a ministra školství 6. markýze z Londonderry. Studoval na vojenské akademii v Sandhurstu, v letech 1906–1915 byl za Konzervativní stranu členem Dolní sněmovny. Aktivně se zúčastnil počátku první světové války, ale v roce 1915 po otci zdědil rodové tituly, vstoupil do Sněmovny lordů a vrátil se do Irska k převzetí rodového majetku (v Horní sněmovně zasedal jako hrabě Vane, protože vyšší titul markýze z Londonderry platil jen v Irsku). V Irsku se začal aktivně věnovat politice, v roce 1918 se stal členem irské Tajné rady a rady irského místokrále, v letech 1921–1926 byl členem Senátu Severního Irska a zároveň státním sekretářem vyučování v Severním Irsku. Mezitím krátce zastával funkci státního podsekretáře letectva v britské vládě (1920–1921).
V roce 1925 byl jmenován členem britské Tajné rady a o rok později rezignoval na další politickou činnost v Severním Irsku. V letech 1927–1928 byl předsedou vládní komise pro urbanistický rozvoj Londýna, v britských vládách byl pak státním sekretářem veřejných prací (1928–1929 a 1931). Největší zásluhy získal v MacDonaldově vládě jako ministr letectva (1931–1935), v roce 1935 byl krátce lordem strážcem tajné pečeti a předsedou Sněmovny lordů, jeho další politický vliv eliminován.
Ve třicátých letech neodhadl vzrůstající nebezpečí ze strany nacistického Německa, kvůli tomu také musel v roce 1935 opustit vládu. V letech 1936-1938 celkem šestkrát navštívil Německo a několikrát se sešel s Adolfem Hitlerem, na svých venkovských sídlech v Anglii a Irsku také hostil tehdejšího německého velvyslance v Británii Joachima von Ribbentropa. Poslední pozvání do Německa na jaře 1939 odmítl po okupaci Prahy.
V roce 1919 získal Podvazkový řád, zastával čestné funkce kancléře univerzity v Belfastu (1923–1949) a univerzity v Durhamu (1938–1949), po otci převzal také post lorda–místodržitele v hrabství Downshire (1915–1949), dále byl smírčím soudcem a zástupcem místodržitele v několika dalších hrabstvích.

## Rodina
V roce 1899 se oženil s Edith Chaplin (1879–1959), dcerou ministra zemědělství 1. vikomta Chaplina. Z jejich manželství se narodilo pět dětí, dědicem titulů byl jediný syn Edward Vane-Tempest-Stewart, 8. markýz z Londonderry (1902–1955). Nejstarší dcera Maureen (1900–1942) se provdala za Olivera Stanleye (1896–1950) z rodu hrabat z Derby, ministra obchodu a školství. Další dcera Helen (1911–1986) byla manželkou 2. barona Jessela, který byl místopředsedou Sněmovny lordů.

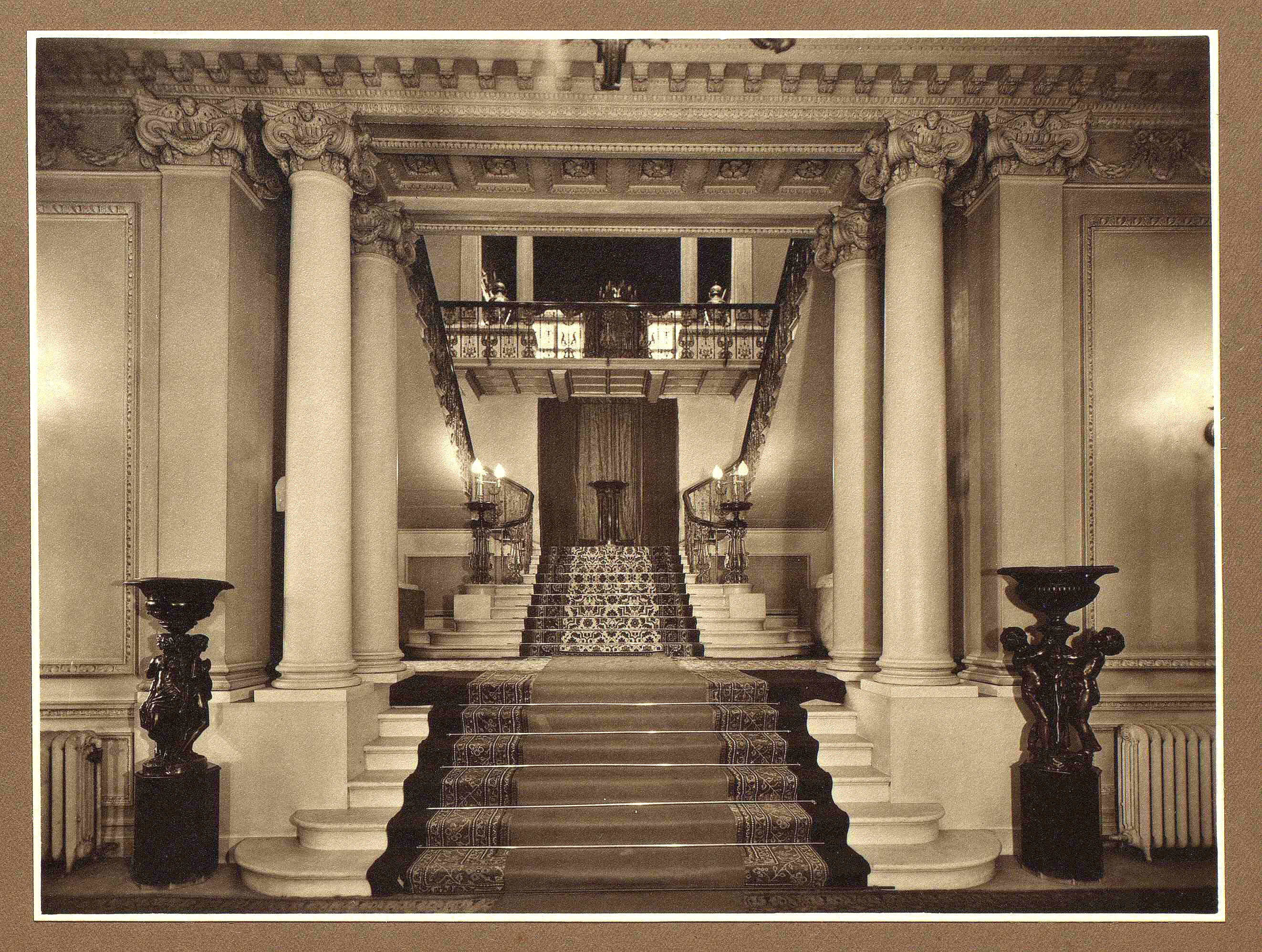
Interiér rodinného paláce Londonderry House v Londýně